# S/2016 (107) 1
S/2016 (107) 1 — один из спутников астероида (107) Камилла. Был найден 29 мая 2015 года крупным телескопом[каким?]. Об открытии было объявлено 7 августа 2016 года. Обнаружили его М.Марсет, Б.Керри, Б.Янг, Ф.Маркис, П.Вернацца, К.Дюма, Ж.Бертье и Ф.Вашье. У спутника не объявленная имя, поэтому его назвали временно.
Спутник меньше по размеру другого спутника S/2001 (107) I, диаметр составляет около 10 км, и меньше.